# Michel Siffre
Michel Siffre (Nizza, 1939. január 3. – Nizza, 2024. augusztus 25.) francia geológus, barlangkutató.

## Pályafutása
Tízévesen már számos barlangot bejárt. Három évvel később egy barlangászklub tagjainak sorában volt. Diplomáját a Sorbonne geológus szakán szerezte kiváló minősítéssel.
1962 és 1969 között tíz időn kívüli kísérletet vezetett, 1972-ben pedig egyedül ereszkedett le a texasi Midnight Cave mélyére. 1973-tól 1985-ig Guatemala karsztvidékét kutatta, ahol 5000 éves sztalagmitszobrokra, a prekolumbiánus kultúra emlékeire bukkant. 2000-ben ismét vállalta az időn kívüli utazást, ezúttal a Clamouse-barlangba.

## Művei
- Hors du temps. L'expérience du 16 juillet 1962 au fond du gouffre de Scarasson par celui qui l'a vécue
- Des merveilles sous la terre
- Stalactites, stalagmites
- L'or des gouffres: découvertes dans les jungles mayas
- Les animaux des gouffres et des cavernes
- Dans les abîmes de la terre
- La France des grottes et cavernes
- A la recherche de l'art des cavernes du pays Maya
- Découvertes dans les grottes mayas

### Magyarul
- Barlangok; ford. Szilágyi Nóra, közrem. Székely Kinga; Gulliver, Budapest, 2003